# Le Click
Le Click е германска евроденс група, създадена през 1995 г. от музикалния продуцент Франк Фариан във Франкфурт на Майн.
Нейният първоначален състав включва вокалистката Мелани Торнтън и рап певеца Майкъл Ромео. Заедно те записват популярния сингъл „Tonight Is The Night“ („Сега е нощта“), който достига 68-а позиция в класацията Билборд Хот 100. След като напуска групата, за да се присъедини към проекта La Bouche, Мелани е заменена от шведската певица Кайо Шекони, а за неин партньор е избран Робърт Хейнс. Le Click издават само един студиен албум през 1997 г., който включва хитове като „Call Me“ („Обади ми се“) и „Don't Go“ („Не си отивай“).

## Дискография

### Албуми
- „Tonight Is The Night“ – 1994 г.

### Сингли
- „Tonight Is The Night“ – 1995 г.
- „Call Me“ – 1997 г.
- „Don't Go“ – 1997 г.
- „Heaven's Got to Be Better“ – 1997 г.